# Округ Бредли (Арканзас)
Округ Бредли (енгл. Bradley County) је округ у америчкој савезној држави Арканзас. По попису из 2010. године број становника је 11.508. Седиште округа је град Ворен.

## Демографија
Према попису становништва из 2010. у округу је живело 11.508 становника, што је 1.092 (8,7%) становника мање него 2000. године.
| Група             | 2000.         | 2010.         |
| Белци             | 7.851 (62,3%) | 6.676 (58,0%) |
| Афроамериканци    | 3.607 (28,6%) | 3.173 (27,6%) |
| Азијати           | 8 (0,1%)      | 27 (0,2%)     |
| Хиспаноамериканци | 1.040 (8,3%)  | 1.516 (13,2%) |
| Укупно            | 12.600        | 11.508        |